# Arvid Åsö
Arvid Herman Åsö, född 21 juli 1890 i Våmb, Skaraborgs län, död 2 oktober 1944 i Ljungby, Kronobergs län, var en svensk målare.
Han var son till arrendatorn Petter Magnusson och Anna Augusta Gren. Åsö utbildade sig till yrkesmålare och var som konstnär autodidakt men fick en viss vägledning av Birger Simonsson. Separat ställde han ut ett flertal gånger i Ljungby och han medverkade i Ljungby stads jubileumsutställning 1944. En minnesutställning med hans konst visades i Ljungby 1945. Hans konst består huvudsakligen av blomsterstilleben och landskapsskildringar.